# Бабакулиева, Амангуль
Амангу́ль Бабакули́ева (род. 1941) — туркменская советская колхозница, депутат Верховного Совета СССР.

## Биография
Родился в 1941 году. Туркменка. Беспартийная. Образование неполное среднее.
С 1957 года колхозница, а с 1970 года бригадир хлопководческой бригады совхоза «Ленинград» Чарджоуского района Чарджоуской области.
Депутат Совета Национальностей Верховного Совета СССР 8-9 созыва (1970—1979) от Туркменской ССР. В Верховный Совет 9 созыва избрана от Чарджоуского сельского избирательного округа № 447 Туркменской АССР, член Планово-бюджетной комиссии Совета Национальностей.